# FIFA Ballon d'Or
FIFA Ballon d'Or foi uma premiação realizada anualmente para apontar os futebolistas com melhor desempenho no ano anterior, entre os anos de 2010 a 2015, através da fusão dos prêmios Melhor jogador do mundo pela FIFA e Ballon d'Or. Após a fusão, o prêmio de Melhor jogador pela FIFA tornou-se apenas feminino, já que o melhor jogador masculino era premiado com a Ballon d'Or unificada.
A cerimônia era chamada de "Cerimônia de gala do Jogador do Ano da FIFA", organizado em Kongresshaus em Zurique, Suíça, onde eram entregues os prêmios masculino (FIFA Ballon d'Or) e feminino (Jogadora do Ano pela FIFA), Treinador do Ano da FIFA masculino e feminino, o gol mais bonito (Prémio FIFA Ferenc Puskás), a personalidade do ano (Prêmio Presidencial da FIFA), a equipe Fair Play (FIFA Fair Play) e o "Dream Team", o time dos sonhos (FIFA/FIFPro World XI), com os melhores futebolistas de cada posição.
Os três finalistas eram anunciados a aproximadamente um mês da entrega do prêmio e recebem votos entre uma lista de 23 jogadores (por isso a soma das porcentagens dos votos não se resulta em 100%).
A partir de 2016, a FIFA e a France Football voltaram a realizar premiações separadas: a France Football voltou a realizar o Ballon d'Or e a FIFA criou o The Best FIFA Football Awards.
Lionel Messi foi o maior vencedor da história do prêmio, com 4 vitórias no total.

## Vencedores

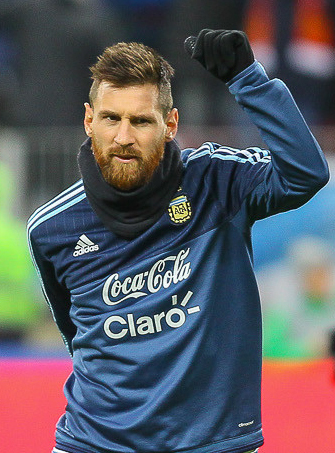
Lionel Messi é o jogador com mais vitórias de todos os tempos do prêmio, com quatro no total, sendo três de forma consecutiva. É também o último vencedor do prêmio neste formato.

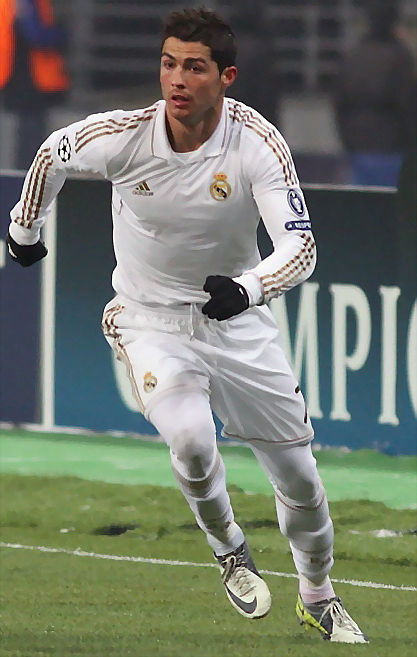
Cristiano Ronaldo é o segundo maior vencedor da história do prêmio, com duas vitórias no total de forma consecutiva.

| Ano  | Posição | Jogador           | Nacionalidade | Clube             | Votos  | Ref.   |
| ---- | ------- | ----------------- | ------------- | ----------------- | ------ | ------ |
| 2015 | 1º      | Lionel Messi      | Argentina     | Barcelona         | 41,33% | [ 7 ]  |
| 2015 | 2º      | Cristiano Ronaldo | Portugal      | Real Madrid       | 27,76% | [ 7 ]  |
| 2015 | 3º      | Neymar            | Brasil        | Barcelona         | 7,86%  | [ 7 ]  |
| 2014 | 1º      | Cristiano Ronaldo | Portugal      | Real Madrid       | 37,66% | [ 8 ]  |
| 2014 | 2º      | Lionel Messi      | Argentina     | Barcelona         | 15,76% | [ 8 ]  |
| 2014 | 3º      | Manuel Neuer      | Alemanha      | Bayern de Munique | 15,72% | [ 8 ]  |
| 2013 | 1º      | Cristiano Ronaldo | Portugal      | Real Madrid       | 27,99% | [ 9 ]  |
| 2013 | 2º      | Lionel Messi      | Argentina     | Barcelona         | 24,72% | [ 9 ]  |
| 2013 | 3º      | Franck Ribéry     | França        | Bayern de Munique | 23,36% | [ 9 ]  |
| 2012 | 1º      | Lionel Messi      | Argentina     | Barcelona         | 41,60% | [ 10 ] |
| 2012 | 2º      | Cristiano Ronaldo | Portugal      | Real Madrid       | 23,68% | [ 10 ] |
| 2012 | 3º      | Andrés Iniesta    | Espanha       | Barcelona         | 10,91% | [ 10 ] |
| 2011 | 1º      | Lionel Messi      | Argentina     | Barcelona         | 47,88% | [ 11 ] |
| 2011 | 2º      | Cristiano Ronaldo | Portugal      | Real Madrid       | 21,60% | [ 11 ] |
| 2011 | 3º      | Xavi              | Espanha       | Barcelona         | 9,23%  | [ 11 ] |
| 2010 | 1º      | Lionel Messi      | Argentina     | Barcelona         | 22,65% | [ 12 ] |
| 2010 | 2º      | Andrés Iniesta    | Espanha       | Barcelona         | 17,36% | [ 12 ] |
| 2010 | 3º      | Xavi              | Espanha       | Barcelona         | 16,48% | [ 12 ] |

### Vitórias por jogador
| Pos. | Jogador           | 1º lugar | 2º lugar | 3º lugar |
| ---- | ----------------- | -------- | -------- | -------- |
| 1º   | Lionel Messi      | 4        | 2        | 0        |
| 2º   | Cristiano Ronaldo | 2        | 3        | 0        |
| 3º   | Andrés Iniesta    | 0        | 1        | 1        |
| 4º   | Xavi              | 0        | 0        | 2        |
| 5º   | Franck Ribéry     | 0        | 0        | 1        |
| 5º   | Manuel Neuer      | 0        | 0        | 1        |
| 5º   | Neymar            | 0        | 0        | 1        |

### Vitórias por nacionalidade
| Pos. | Nacionalidade | 1º lugar                    | 2º lugar              | 3º lugar              |
| ---- | ------------- | --------------------------- | --------------------- | --------------------- |
| 1º   | Argentina     | 4 (2010, 2011, 2012 e 2015) | 2 (2013 e 2014)       | 0                     |
| 2º   | Portugal      | 2 (2013 e 2014)             | 3 (2011, 2012 e 2015) | 0                     |
| 3º   | Espanha       | 0                           | 1 (2010)              | 3 (2010, 2011 e 2012) |
| 4º   | França        | 0                           | 0                     | 1 (2013)              |
| 4º   | Alemanha      | 0                           | 0                     | 1 (2014)              |
| 4º   | Brasil        | 0                           | 0                     | 1 (2015)              |

### Vitórias por clube
| Pos. | Clube             | 1º lugar                    | 2º lugar              | 3º lugar                    |
| ---- | ----------------- | --------------------------- | --------------------- | --------------------------- |
| 1º   | Barcelona         | 4 (2010, 2011, 2012 e 2015) | 3 (2010, 2013 e 2014) | 4 (2010, 2011, 2012 e 2015) |
| 2º   | Real Madrid       | 2 (2013 e 2014)             | 3 (2011, 2012 e 2015) | 0                           |
| 3º   | Bayern de Munique | 0                           | 0                     | 2 (2013 e 2014)             |